# Oriana (schip, 1995)
De Oriana is een cruiseschip van P&O Cruises. Het schip werd gebouwd door Meyer Werft op hun werf in Papenburg, Duitsland. Met haar 69.000 ton is de Oriana het op vijf na grootste van de zeven schepen die momenteel in dienst bij P & O Cruises. Ze maakte haar intrede bij het bedrijf in april 1995 en werd Oriana genoemd door koningin Elizabeth II. Officieel is de Oriana het vlaggenschip van de P & O Cruises-vloot, omdat zij nog steeds het snelste schip van de vloot is.

## Ontwerp en constructie
P&O wilde dat de nieuwe Oriana gebouwd werd in het Verenigd Koninkrijk, maar helaas waren er geen Britse scheepswerven die in staat waren een schip van dit formaat te maken. Daardoor werd P & O Cruises gedwongen naar het buitenland te kijken. Een van haar belangrijkste ontwerpers, Robert Tillberg, bracht een aanzienlijke hoeveelheid van de tijd door aan boord van de SS Canberra, om onderzoek te doen naar de behoeften van de Britse passagiers en onder meer om vele functies van de Canberra in het ontwerp van de Oriana te verwerken. De trechter van de Oriana is ontworpen om een gelijkenis te hebben met dubbele trechters, zoals die op de Canberra. Eén dek van het schip is gereserveerd voor de suites, mini suites en grote hutten om het groeiende verlangen naar balkons aan boord te voorzien.

## Golden Cockerel
MV Oriana bezit de 'Golden Cockerel' trofee voor de snelste schip in de P & O-vloot. Deze was voorheen in handen van de SS Oriana en werd daarna doorgegeven naar de SS Canberra bij pensionering van de eerste Oriana in 1986. Op haar laatste vaart werd de gouden haan in 1997 overgedragen aan de nieuwe Oriana.